# Loureza
Loureza (oficialmente San Mamede de Loureza) es una parroquia localizada en el interior del municipio pontevedrés de Oya, en la comarca del Bajo Miño. Según el IGE, en el 2019 tenía 399 habitantes, 192 varones y 207 mujeres.

## Lugares
Según el IGE, hay 6 entidades de población en la parroquia::
- Acevedo.
- Barrionovo (O Barrio Novo)
- Loureza.
- Mabia.
- Refoxos.
- Santa Comba.

No figuran en el noménclator:
- A Cascalleira
- O Barrio de Vilas
- O Castañal
- O Castelo
- O Morán